# Взрослый сын
«Взрослый сын» — советский художественный фильм 1979 года, снятый на киностудии «Мосфильм». Премьера состоялась 4 февраля 1980 года.

## Сюжет
Студент Андрей Шульгин знакомится с работницей фабрики Верой, с которой проводит отпуск на море. После возвращения Андрей заявляет о намерении жениться, так как Вера ждёт ребёнка. Его отец убеждает его, что женитьба сейчас преждевременна, и советует Вере обратиться к врачу. Мать Андрея узнаёт о разрыве их отношений и объясняет сыну, что его поступок неправилен. Андрей отправляется в общежитие к Вере и извиняется перед ней.

## В ролях
- Ольга Гудкова — Вера, воспитанница детдома, работает на фабрике
- Евгений Леонов-Гладышев — Андрей Шульгин
- Вячеслав Езепов — Шульгин Сергей, отец Андрея, психотерапевт
- Роза Макагонова — Шульгина Мария Павловна, мать Андрея, актриса детского театра
- Ирина Гошева — бабушка Андрея Шульгина
- Татьяна Божок — Кира, подруга Веры
- Елена Глебова — Женя, подруга Веры в общежитии
- Наталья Бондарчук — Надежда Борисовна, пациентка психотерапевта Шульгина
- Людмила Шагалова — Катерина Ивановна Коврова, отдыхающая в Крыму
- Нина Тер-Осипян — хозяйка дома в Крыму
- Нонна Терентьева — Лена, отдыхающая в Крыму
- Валентин Брылеев — Николай Фомич Ковров, отдыхающий в Крыму
- Елена Цыплакова — Агния, соседка по общежитию
- Саша Шульга — сын Лены, близнец
- Олег Шульга — сын Лены, близнец
- Вадим Александров — режиссёр детского театра
- Виктор Лазарев — эпизод
- Виталий Леонов — эпизод
- Людмила Маркелия — зловредная пассажирка
- Людмила Фирсова — эпизод
- Александра Харитонова — кондуктор
- Светлана Жданович — эпизод

## Съёмочная группа
- Режиссёр — Александр Панкратов-Чёрный
- Сценарист — Ганна Слуцкая
- Операторы — Тимофей Лебешев, Виталий Абрамов
- Композитор — Марк Минков
- Художник — Иван Пластинкин

## Критика
Критик Людмила Белова проанализировала фильм в газете «Советская культура». Она написала: «Если бы фабула фильма ограничилась повествованием о неверном женихе и брошенной невесте, о фильме вообще вряд ли стоило бы говорить … Анализа в фильме нет, есть лишь скороговорка. Поезд сюжета промчался, миновав главную станцию, с тем, чтобы останавливаться на тех, что положены по устаревшему расписанию».

## Награды
- 1980 — XIII Всесоюзный кинофестиваль (Душанбе): в программе художественных фильмов для детей и юношества — Почётный диплом режиссёру А. В. Панкратову за успешный дебют[3]